# Associação Atlética Coruripe

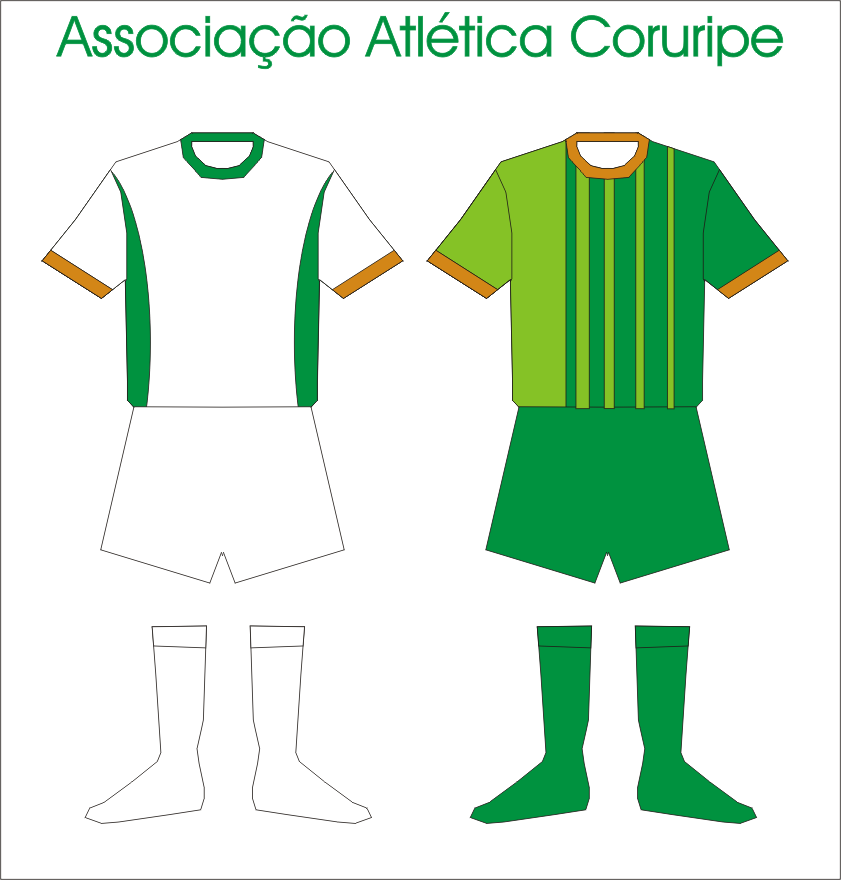
Uniforme de la temporada 2006.

La Associação Atlética Coruripe  es un equipo de fútbol de la ciudad de Coruripe en el estado de Alagoas, Brasil, que juega en el Campeonato Alagoano, la primera división del estado de Alagoas.

## Historia
Fue fundado el 1 de marzo de 2003 en la ciudad de Coruripe del estado de Alagoas a causa de la afluencia de espectadores a los partidos de la selección local de Coruripe en el fútbol amador estatal.
Su primer partido oficial lo jugaron el 15 de junio de 2003 con una victoria de 2 a 0 ante el Bandeirante. Ese año el club gana el título de la segunda categoría y consigue el ascenso a la primera división del Campeonato Alagoano.
En su primera temporada en la primera división estatal logra llegar a la final, donde pierde ante el Corinthians Alagoano, aunque esto le fue suficiente para clasificar al Campeonato Brasileño de Serie C por primera vez en su historia.
En 2005, pierde la final del Campeonato Alagoano ante el ASA, pero con un nuevo logro: clasificar a la Copa de Brasil por primera vez en su historia.
Fue también eliminado en la primera ronda de la Copa de Brasil por el Fortaleza, pero termina por no ascender en el Campeonato Brasileño de Serie C donde fue eliminado en la tercera ronda por el América de Natal.
En 2006 logra el título del Campeonato Alagoano por primera vez en su historia, repitiendo el título estatal al año siguiente y participando un par de ocasiones más en el Campeonato Brasileño de Serie C; y en la Copa de Brasil de 2008 vuelve a ser eliminado en la ronda del torneo.
En 2014 gana el título del Campeonato Alagoano por tercera ocasión luego de haber descendido dos años antes, y con ello clasifica por primera vez a la Copa del Nordeste, donde es eliminado en la fase de octavos de final y se ubica entre los mejores 100 equipos de la clasificación general de la Confederación Brasileña de Fútbol.

## Palmarés
- Campeonato Alagoano: 3

2006, 2007, 2014
- Alagoano Serie B: 2

2003, 2022
- Copa Alagoas: 2

2005, 2007
- Copa Maceió: 3

2006, 2007, 2014
- Torneo Inicio de Alagoas: 1

2004

## Entrenadores
- Ubirajara Veiga (2003)[9]
- Ubirajara Veiga (julio de 2006–agosto de 2006)[22][23]
- Moisés (interino- agosto de 2006–2006)[23]
- Jaelson Marcelino (2014–mayo de 2015)[24]
- Joécio Barbosa (diciembre de 2016–febrero de 2017)[25][26]
- Sérgio Araújo (febrero de 2017–abril de 2017)[27][28]
- Carlinhos Marechal (interino- abril de 2017/abril de 2017–mayo de 2017)[28][29][30]
- Jaelson Marcelino (mayo de 2017–2017)[30]
- Joécio Barbosa (noviembre de 2017–abril de 2018)[31][32][33]
- Elenilson Santos (noviembre de 2018–abril de 2019)[34][35]
- Lino (abril de 2019–mayo de 2019)[35][36]
- Joécio Barbosa (mayo de 2019–marzo de 2020)[36][37][38]
- Rommel Vieira (marzo de 2020–2020)[38]
- Elenilson Santos (agosto de 2020–febrero de 2021)[39][40]
- Bebeto Moraes (diciembre de 2021–enero de 2022)[41][42]
- Sebastião Jessé (interino- enero de 2022)[42]
- Caé Cunha (enero de 2022–mayo de 2022)[43][44]
- Emanuel Cerqueira (interino- mayo de 2022)[44]
- Luis Carlos Cruz (mayo de 2022)[45][46]
- Emanuel Cerqueira (mayo de 2022–julio de 2022)[46][21]
- Alyson Dantas (noviembre de 2022–2023)[47][48][49]
- Roberto de Jesus (octubre de 2023–febrero de 2024)[50][51]
- Rommel Vieira (febrero de 2024–presente)[5]